# Реверберация
Ревербера́ция (англ. reverberation) — процесс постепенного уменьшения интенсивности звука при его многократных отражениях. Иногда понимается как имитация данного эффекта с помощью ревербераторов.
Реверберация – явление, возникающее в точке приёма в результате интерференции звука от источника и его многократных отражений от помех различного характера.
К реверберации примыкает явление акустического флаттера/порхающего эха.
Первый исследователь архитектурной акустики - Уоллес Сэбин.

## Обзор
Эхо представляет собой отражённую от препятствия звуковую волну. Явление реверберации состоит в суперпозиции различных эхосигналов от одного источника звука. Короткий импульс (щелчок), излучённый источником звука, многократно переотражается от стен и других поверхностей и порождает множество вторичных эхо-импульсов, которые и формируют реверберационную картину. Если длительность импульса бесконечно мала, то полученная картина представляет собой акустическую импульсную характеристику помещения. Она может быть записана с помощью измерительного микрофона и использована для моделирования (с помощью свёртки) звучания любой записи в данном помещении.

### Физиологическое восприятие
Художественно-эстетическое впечатление, создаваемое реверберацией, зависит от контекста звукового произведения и определяется в высших отделах головного мозга. Обычно избыточная длительность реверберации приводит к неприятной гулкости, «пустоте» помещения, а недостаточная — к резкому отрывистому звучанию, лишённому музыкальной «сочности». Искусственно создаваемая реверберация в определённых пределах способствует улучшению качества звучания, создавая ощущение приятного «резонанса» помещения.

### Запись музыки и речи
При записи речи, пения, музыки, а также создания различных шумовых эффектов использование искусственной реверберации является составной частью общей обработки аудиосигнала. Такой вид обработки определяется как техническими условиями проведения записи, так и художественно-эстетическими задачами. Реверберацию используют для улучшения и подчёркивания художественной выразительности речи, пения, звучания отдельных музыкальных инструментов. Так, например, при записи музыкальных программ в помещении с неудовлетворительной акустикой или малого для данного состава исполнителей объёма обычно не удаётся получить необходимое соотношение между гулкостью и чёткостью звучания. В этом случае применение искусственной реверберации позволяет добиться улучшения качества звучания музыкальной программы. Аналогично, реверберация помогает создать необходимую акустическую окраску голоса или инструмента при записи вокалиста или солирующего инструмента, когда он «тонет» в звучании сопровождающего ансамбля.

### Расстояние до источника звука
С помощью реверберации можно создать эффект приближения и удаления источника звука. Для этого постепенно изменяют уровень реверберации, создавая иллюзию изменения акустического отношения, а значит, и впечатление изменения звукового плана. При озвучивании видеофильма или звуковом оформлении презентации нередко возникает потребность подчеркнуть акустическую обстановку того или иного места действия. Для этого также используют эффект реверберации.

### Драматический эффект
Эффект реверберации может нести не только характер внешнего оформления, но и использоваться как средство усиления драматического действия. Известно, например, какое действие производит шёпот, записанный с большим временем реверберации. Необходимо также помнить, что на фоне музыки, записанной с реверберацией, наблюдается более чёткая разборчивость речи, чем при наложении на музыку, записанную без реверберации. Однако следует избегать чрезмерного увеличения реверберации, так как это может отразиться на чёткости звучания.

## Ревербераторы
Первыми устройствами, позволявшими получить управляемый искусственный эффект реверберации, были пружинные ревербераторы. Современные виды ревербераторов:
- эхо-камеры,
- пластинчатые,
- пружинные,
- цифровые,
- стробированные,
- свёрточные.

## Вычисление времени реверберации
Условно принятое время реверберации — время, за которое уровень звука уменьшается на 60 дБ (в 1 млн. раз по мощности или в 1000 раз по звуковому давлению).
Для вычисления времени реверберации используют формулы:
1. {\displaystyle T_{60}={0,16V \over A}} (формула Сэбина);
2. {\displaystyle T_{60}={0,16V \over {-S\ln(1-\alpha )}}} (формула Эйринга);
3. {\displaystyle T_{60}={0,16V \over {-S\ln(1-\alpha )+kV}}} (обобщённая формула), где 
  - {\displaystyle V}, м3 — объём помещения,
  - {\displaystyle A} — общий фонд звукопоглощения, {\displaystyle A=\alpha _{1}S_{1}+\alpha _{2}S_{2}+\dots +\alpha _{i}S_{i}}, где {\displaystyle \alpha _{i}}— коэффициент звукопоглощения (зависит от материала, его дисперсных или фрикционных характеристик), {\displaystyle S_{i}} — площадь каждой поверхности;
  - {\displaystyle S}, м2 — полная поверхность помещения,
  - {\displaystyle \alpha ={A \over S}} — средний коэффициент поглощения,
  - {\displaystyle k} — коэффициент поглощения в воздухе, зависящий, главным образом, от влажности.

| Объекты звукопоглощения              | Коэффициент поглощения на 1 м2 поверхности объекта |
| ------------------------------------ | -------------------------------------------------- |
| Открытое окно                        | 1,000                                              |
| Вентилятор, отверстие для топки      | 0,500                                              |
| Кирпичная стена                      | 0,032                                              |
| Кирпичная стена, выкрашенная         | 0,017                                              |
| Стекло одинарное                     | 0,027                                              |
| Линолеум на твёрдой подложке         | 0,030                                              |
| Бетон                                | 0,015                                              |
| Мрамор                               | 0,010                                              |
| Штукатурка по дранке                 | 0,034                                              |
| Деревянная обшивка, паркет           | 0,061                                              |
| Войлок неокрашенный толщиной 25 мм   | 0,550                                              |
| Акустолит                            | 0,360                                              |
| Ковры нехолщевые                     | 0,200                                              |
| Ковры грубые                         | 0,200                                              |
| Ковры тяжёлые                        | 0,250                                              |
| Ковры особо тяжёлые, восточные       | 0,290                                              |
| Шторы                                | 0,230                                              |
| Шторы тяжёлые со складками           | 0,5—1,0                                            |
| Кретон                               | 0,150                                              |
| Батист                               | 0,019                                              |
| Пробка толщиной 25 мм                | 0,160                                              |
| Занавес                              | 0,230                                              |
| Отдельно стоящий человек             | 0,480                                              |
| Слушатели (многочисленная аудитория) | 0,960                                              |
| Стул                                 | 0,017                                              |
| Кресло с кожаной обивкой             | 0,280                                              |
| Рояль                                | 0,600                                              |

| Относительная влажность, % | Частота, кГц | Частота, кГц | Частота, кГц | Частота, кГц |
| Относительная влажность, % | 2            | 3            | 4            | 6            |
| -------------------------- | ------------ | ------------ | ------------ | ------------ |
| 20                         | 0,00086      | 0,0016       | 0,0036       | 0,0064       |
| 30                         | 0,00072      | 0,0015       | 0,0031       | 0,0056       |
| 40                         | 0,00060      | 0,0014       | 0,0028       | 0,0048       |
| 50                         | 0,00052      | 0,0013       | 0,0024       | 0,0042       |
| 60                         | 0,00046      | 0,0012       | 0,0022       | 0,0036       |
| 70                         | 0,00045      | 0,0011       | 0,0018       | 0,0031       |

## Электромагнитные колебания
Процесс, аналогичный реверберации звуковых волн, происходит с электромагнитными волнами, излучёнными в помещении или иной среде, содержащей отражающие поверхности. Электромагнитный импульс может попасть из передатчика в приёмник как напрямую, так и отразившись от различных объектов, возможно неоднократно. В результате сигнал на входе приёмника представляет собой совокупность большого количества различным образом расположенных по оси времени коротких импульсов разной амплитуды (см. Модель Салеха-Валенсуэлы). Таким образом для данного конкретного помещения может быть определена радиоволновая импульсная характеристика, подобно тому как это делается для звука. Но если реверберация звука может быть полезным явлением и иметь некоторую эстетическую ценность, то реверберация (точнее, многолучевое распространение) радиоволн приводит к "размазыванию" сигнала во времени и ухудшению приёма. Наиболее подвержены этому аналоговое эфирное телевидение при приёме на неподобающую антенну: контуры объектов двоятся, расплываются; и цифровая передача данных на высоких скоростях и устаревшем оборудовании (современные демодуляторы имеют эквалайзер для компенсации многолучёвости). А наименее подвержен этому аналоговый голосовой радиоприём.